# 新疆维吾尔自治区工商业联合会
新疆维吾尔自治区工商业联合会，简称新疆维吾尔自治区工商联，同时称新疆维吾尔自治区总商会，是中国共产党领导的、新疆维吾尔自治区工商界组成的统战性、经济性、民间性的人民团体和商会组织。